# Landschaftsschutzgebiet Selbecke (Hagen)

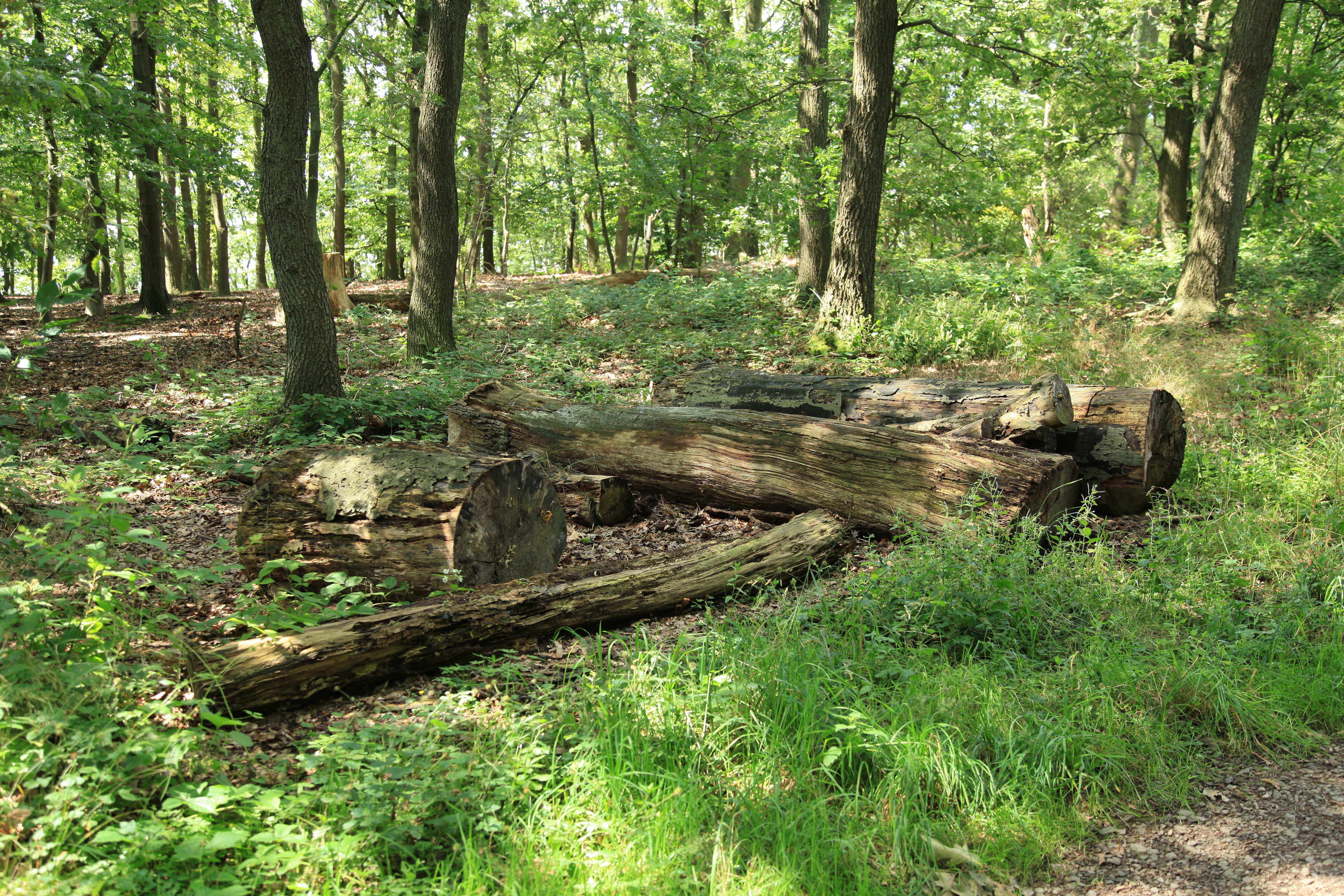
Landschaftsschutzgebiet Selbecke

Das Landschaftsschutzgebiet Selbecke mit einer Flächengröße von 850,05 ha befindet sich auf dem Gebiet der kreisfreien Stadt Hagen in Nordrhein-Westfalen. Das Landschaftsschutzgebiet (LSG) wurde 1994 mit dem Landschaftsplan der Stadt Hagen vom Stadtrat von Hagen ausgewiesen.

## Beschreibung
Im Westen, Nordwesten, Norden und Nordosten grenzen bebaute Bereiche ans LSG. Im Südwesten grenzt das Landschaftsschutzgebiet Kettelberg und Hof Wahl, im Süden das Landschaftsschutzgebiet Breckerfeld im Stadtgebiet von Breckerfeld und im Südosten das Landschaftsschutzgebiet Rafflenbeuler Kopf an.
Im LSG liegen hauptsächlich Waldbereiche mit einer Vielzahl bewaldeter Bachtäler mit Quellen und Kleingewässern. Im LSG liegen der Kaiser-Friedrich-Turm, Bismarckturm und Eugen-Richter-Turm, die Sternwarte Hagen, die Drogen-Fachklinik „Im Deerth“, der Fernsehturm Riegerberg, ein Kinderheim und ein Wildpark.

## Schutzzweck
Laut Landschaftsplan erfolgte die Ausweisung „zur Erhaltung und Wiederherstellung der Leistungsfähigkeit des Naturhaushaltes, insbesondere durch Sicherung naturnah entwickelter Lebensräume, wegen der Vielfalt, Eigenart und Schönheit des Landschaftsbildes, insbesondere des Selbecker-Bachtales und wegen seiner besonderen Bedeutung als Walderholungsgebiet mit Wildpark“.